# Kanton Besançon-2
Kanton Besançon-2 (francouzsky Canton de Besançon-2) je francouzský kanton v departementu Doubs v regionu Burgundsko-Franche-Comté. Tvoří ho 12 obcí. Zřízen byl po reformě kantonů 2014.

## Obce kantonu
- Audeux
- Besançon (část)
- Champagney
- Champvans-les-Moulins
- Chaucenne
- École-Valentin
- Mazerolles-le-Salin
- Noironte
- Pelousey
- Pirey
- Pouilley-les-Vignes
- Serre-les-Sapins